# Louis Richeome
Compléments
Richeome fut surnommé le "Cicéron français" par ses confrères
Louis Richeome, ou Richeôme ou Richôme (au nom latinisé en:Ludovicus Richeomus), né à Digne (France) en 1544 et décédé à Bordeaux (France) le 15 septembre 1625, est un prêtre jésuite français, écrivain et polémiste. Précurseur de saint François de Sales, il était surnommé le « Cicéron français » par ses confrères. 
François de Sales écrivit de lui, dans la préface de son Traité de l'amour de Dieu : « Le Père Louis Richeome, de la Compagnie de Jésus, a aussi publié un livre sous le titre de l'Art d’aimer Dieu par les créatures ; et cet auteur est tant aimable en sa personne et en ses beaux écrits, qu'on ne peut douter qu'il le soit encore plus écrivant de l'amour même. »

## Biographie
Né à Digne, Louis Richeome a revendiqué sa « provençalité » au début de la plupart de ses livres. Pourtant, il était encore jeune lorsqu'il quitta sa région natale pour Paris et ses écoles. En 1564, il compte au nombre de la jeunesse universitaire du collège jésuite de Clermont qui se presse aux leçons de Maldonat. Un an après, il entre chez les jésuites, le même Maldonat étant à la fois son directeur spirituel et son professeur de théologie.
Une fois ses études achevées, Richeome est envoyé à l'université de Pont-à-Mousson, un des foyers de la renaissance catholique où il a pour élève Pierre Fourier qu'il marquera durablement, puis à Dijon où il fonda le collège qui devait plus tard compter Bossuet parmi ses élèves. Pendant les quarante dernières années de sa vie, il a occupé les plus hautes charges de son ordre, à Lyon, à Bordeaux, à Rome où il résida comme « Assistant » du Supérieur général des Jésuites, pour la France, de 1607 à 1616. Il meurt à Bordeaux le 15 septembre 1625.

## Louis Richeome, les Jésuites et la Ligue
Le 27 décembre 1594, Jean Châtel tente d'assassiner Henri IV, le blessant à la lèvre. Arrêté sur le champ, il est condamné et exécuté le 29 décembre. Lors de l'enquête, il apparait que Jean Châtel a été élève des Jésuites, au collège de Clermont. Les ennemis des Jésuites s'emparent de l'affaire, et l'exploitent, jusqu'à obtenir qu'ils soient accusés d'avoir manipulé Jean Châtel, malgré les dénégations de ce dernier. Ses anciens professeurs, les pères Hay et Guéret, sont bannis du royaume de France, le père Guignard est pendu et brûlé en place de Grève. Le collège est mis sous séquestre et les meubles vendus, et la Compagnie est expulsée du royaume. Un certain nombre de Jésuites prennent alors la direction du Duché de Lorraine, et, en particulier, de l'université de Pont-à-Mousson fondée en 1572 par le duc Charles III de Lorraine. Louis Richeome aura notamment pour élève le futur saint, Pierre Fourier.
S'engage alors une lutte entre les Ligueurs et les Jésuites, les arrêts du Parlement de Paris et les 'Apologies des Jésuites' se répondant, en une véritable guerre épistolaire. Louis Richeome y participe activement, de sa plume « belle, nette et insidieuse », avec ses Trois discours pour la religion catholique, mais également La vérité défendue (Francfort, Wilhem der Sclaffer, 1595), Très humble remontrance et requête des religieux de la Compagnie de Jésus, au roi très chrétien de France et de Navarre, Henri IV (Bordeaux, Simon Millanges, 1598), Response pour les religieux de la Compagnie de Jésus au plaidoyer de Simon Marion (Villefranche, Guillaume Grenier, 1599), publié sous le pseudonyme de René de la Fon, La chasse du renard Pasquin (Villefranche, Hubert Le Pelletier, 1602) ou la Plainte apologétique (Bordeaux, Simon Millanges, 1603).

## Sources
- Henri Brémond, Histoire littéraire du sentiment religieux en France, depuis la fin des guerres de religion jusqu'à nos jours, Tome 1 - L'humanisme dévot (1580 - 1660), Chapitre 2 : Louis Richeome (1544-1625), Librairie Bloud et Gay, Paris, 1924, 552 p. (consultable en ligne)